# Aloisiô Nguyễn Hùng Vị
Aloisiô Nguyễn Hùng Vị (sinh ngày 15 tháng 8 năm 1952) là một giám mục của Giáo hội Công giáo Rôma. Ông hiện là Giám mục chính tòa thứ bảy của Giáo phận Kon Tum và chủ tịch Uỷ ban Thánh Nhạc trực thuộc Hội đồng Giám mục Việt Nam, nhiệm kỳ 2022–2025. Trước đó, ông cũng đảm nhiệm vai trò này trong nhiệm kỳ 2019–2022. Khẩu hiệu Giám mục của ông là: Tình thương trong sự thật.
Nguyễn Hùng Vị quê quán tại Hà Nội, là người con trong gia đình có bảy anh chị em. Năm 1954, cậu bé Vị cùng gia đình di cư vào miền Nam. Khi gia đình đã đến vùng đất Gò Vấp thì lại quyết định quay ngược về định cư tại thành phố miền Trung Nha Trang. Cậu Vị bắt đầu con đường tu trì của mình từ năm 1963, theo học Tiểu chủng viện Thừa Sai Kon Tum và sau đó là chủng sinh Giáo hoàng Học viện Thánh Piô X Đà Lạt. Sau hơn một thập niên hỗ trợ mục vụ tại giáo xứ Bình Cang, Phó tế Vị được truyền chức linh mục vào năm 1990. 
Sau khi được nhận chức linh mục, Nguyễn Hùng Vị được chọn làm linh mục phó xứ Bình Cang cho đến năm 1993 thì phụ trách chủng sinh Giáo phận Kon Tum tại Sài Gòn, với chức vị Giám đốc Tiểu chủng viện Kon Tum. Từ năm 2006 đến năm 2008, ông rời Việt Nam du học và ông tốt nghiệp văn bằng Cử nhân Phụng vụ tại Đại học Paris, Pháp. Trở về Việt Nam, ông đảm nhận chức Thư ký Tòa giám mục, chính xứ Phương Nghĩa, Giám đốc Dòng Ảnh Phép Lạ và đặc trách Ban Phụng Tự Giáo phận Kon Tum.
Tháng 10 năm 2015, Giáo hoàng Phanxicô bổ nhiệm linh mục Nguyễn Hùng Vị làm Giám mục chính tòa Giáo phận Kon Tum. Lễ truyền chức giám mục cho ông đã được cử hành vào tháng 12 cùng năm.

## Thân thế
Nguyễn Hùng Vị sinh ngày 15 tháng 8 năm 1952 tại họ đạo Phú Gia (nay thuộc phường Phú Thượng, quận Tây Hồ), thành phố Hà Nội, thuộc Hạt Đại diện Tông Tòa Hà Nội, có tên thánh  là Aloisiô, còn gọi là Luigi Gonzaga.  Gia đình Nguyễn Hùng Vị sống ở đối diện nhà xứ, gồm 7 người con. Thân phụ ông hành nghề thợ may, trong khi đó thân mẫu là nội trợ. Sau khi ký kết Hiệp định Genève 1954, gia đình cậu cùng linh mục Cung và 600 giáo dân khác quyết định di cư vào miền Nam Việt Nam. Sau khi đến được Gò Vấp, vốn là ngoại ô thành phố Sài Gòn, gia đình quyết định đến miền Trung, định cư tại Bình Cang, Nha Trang. Từ năm 1954 đến năm 1963, Nguyễn Hùng Vị sống (và sinh hoạt tôn giáo) tại khu vực thuộc giáo xứ Bình Cang, xã Vĩnh Trung, Nha Trang.
Các anh chị em ruột của giám mục Aloisio Nguyễn Hùng Vị gồm 7 người thì chỉ có một người không theo con đường tu trì để ở nhà chăm sóc cha mẹ. Trong đó 2 người anh làm linh mục (linh mục Nguyễn Văn Tuyên, nguyên Chưởng ấn Tòa giám mục, giám đốc Trung tâm huấn giáo Sài Gòn, giáo sư Đại chủng viện Thánh Giuse Sài Gòn, đã qua đời; một người là bề trên Dòng Thánh Phanxico tại Nha Trang - linh mục Giuse Nguyễn Xuân Quý O.F.M., trưởng ban liên tu sĩ và Caritas Nha Trang (1945-2025) và 1 người chị là nữ tu, bề trên dòng Thánh Phao Lô Sài Gòn, hai người em gái là bề trên dòng Thánh Phao-lô Thành Chartres tại tỉnh dòng Đà Nẵng.

## Tu tập
Linh mục Paul Carat (từng là chính xứ Bình Diên và Hoài Ân, Kon Tum; hưu dưỡng ở giáo xứ St Donat; 1921-2021) cũng chính là vị linh mục nghĩa phụ, đưa cậu bé Vị vào chủng viện. Linh mục này, sau khi tham vấn ý kiến từ thân mẫu cậu bé vị, đã hỗ trợ đăng ký học cấp hai và đăng ký cho cậu theo học theo Chủng viện Kon Tum vào năm cậu được 11 tuổi.
Từ năm 1963 đến năm 1972, cậu bé Nguyễn Hùng Vị theo học tại Tiểu chủng viện Thừa Sai Kontum. Trong vòng bốn năm sau đó, chủng sinh Aloisiô học tại Giáo hoàng Học viện Thánh Piô X Đà Lạt. Năm 1969, để tiếp tục theo đuổi con đường tu trì, chủng sinh Vị quyết định xin theo học tại Đại chủng viện Đại học Đà Lạt và theo lịch thì được truyền chức linh mục vào tháng 6 năm 1975, nhưng việc này đã bị đình hoãn vì hồi kết của chiến tranh Việt Nam và chủng sinh Vị phải trở về sống cùng gia đình. Sau năm 1975, chủng viện giải tán, Nguyễn Hùng Vị vẫn tiếp tục theo đuổi việc tu học, thích ứng với hoàn cảnh mới.
Từ năm 1978 đến năm 1990, chủng sinh Nguyễn Hùng Vị trợ giúp mục vụ tại giáo xứ Bình Cang, Nha Trang.

## Linh mục
Ngày 7 tháng 4 năm 1990, Nguyễn Hùng Vị được thụ phong chức linh mục tại Nha Trang do Giám mục Phaolô Nguyễn Văn Hòa chủ phong. Tân linh mục Vị không được Nhà nước Việt Nam cho phép trở lại giáo phận Kon Tum, nhưng vẫn thuộc về linh mục đoàn giáo phận này. Sau khi được nhận chức linh mục, ông đảm nhận chức linh mục phó xứ giáo xứ Bình Cang, Nha Trang. Giám mục Giáo phận Kon Tum Alexis Phạm Văn Lộc đã nói chuyện với Giám mục Nha Trang Nguyễn Văn Hòa về trường hợp của linh mục Vị và chuyển linh mục Vị về phục vụ giáo phận Kon Tum. Sau đó, tháng 10 năm 1993, giám mục Phạm Văn Lộc bổ nhiệm linh mục Vị phụ trách chủng sinh Kontum tại Sài Gòn trên với chức danh Giám đốc Tiểu chủng viện Kon Tum, và linh mục Hùng Vị đã thực hiện nhiệm vụ này đến cho đến năm 2006.
Từ năm 2006 đến năm 2008, Linh mục Nguyễn Hùng Vị du học tại Institut Catholique de Paris (Học Viện Công giáo Paris), Pháp và đậu bằng cử nhân Phụng vụ. Mùa hè, Linh mục Vị thường đến hỗ trợ mục vụ tại hai giáo xứ Die và Saint Donat. Sau đó, trở về Việt Nam, ông đảm nhận chức Thư ký Văn phòng Toà Giám mục Kontum trong vòng một năm. Cá nhân linh mục Nguyễn Hùng Vị cho biết ông tạm trú tại Tòa giám mục Kon Tum trong năm 2009 này để làm thủ tục nhập tịch giáo phận Kon Tum.
Sau thời gian dài kể từ khi trở thành linh mục và không được Nhà nước cho phép sinh hoạt tôn giáo tại giáo phận Kon Tum, Linh mục Nguyễn Hùng Vị được cho phép thi hành công việc mục vụ tại giáo phận Kon Tum. Ngày 5 tháng 1 năm 2010, Giám mục Micae Hoàng Đức Oanh bổ nhiệm linh mục Nguyễn Hùng Vị đảm nhận chức linh mục chính xứ giáo xứ Phương Nghĩa, tỉnh Kon Tum. Giáo xứ này là một giáo xứ có vị trí nằm sát cạnh Toà Giám mục Kon Tum, với giáo dân thuộc xứ là khoảng 7.000.
Giáo xứ Phương Nghĩa chính là giáo xứ duy nhất mà linh mục Nguyễn Hùng Vị quản lý với cương vị linh mục chánh xứ. Trong thời gian quản nhiệm tại đây, nhiều người dân đã quyết định gia nhập Công giáo, số xóm giáo tăng từ bảy lên chín. Linh mục Vị cho cải tạo bãi cát bên hông nhà thờ, vốn thường gây cản trở cho việc cử hành nghi lễ bằng cách cho trồng cây, bao gồm cây thuốc.
Ngoài trách nhiệm linh mục Giáo xứ Phương Nghĩa, linh mục Nguyễn Hùng Vị còn kiêm thêm vai trò Giám đốc Dòng Ảnh Phép Lạ, đặc trách Ban Phụng tự và Giới Hiền Mẫu trong Giáo phận Kon Tum. Ngày 7 tháng 4 năm 2015, linh mục Vị tổ chức lễ kỷ niệm nhân dịp Ngân khánh linh mục của mình.

## Giám mục

### Bổ nhiệm, chuẩn bị và các bài phỏng vấn
Ngày 7 tháng 10 năm 2015, Văn phòng Báo chí Toà Thánh loan tin Giáo hoàng Phanxicô đã chấp thuận đơn từ nhiệm giám mục giáo phận Kon Tum của Giám mục Micae Hoàng Đức Oanh theo quy định của Giáo luật và bổ nhiệm linh mục Nguyễn Hùng Vị làm giám mục chính tòa kế vị quản lý giáo phận này. Trong cùng bản tin này, về phía Giáo hội Công giáo tại Việt Nam còn có tin bổ nhiệm tân giám mục Giáo phận Vĩnh Long Phêrô Huỳnh Văn Hai. Trong cuộc phỏng vấn với hãng tin Công giáo VietCatholic News, Giám mục Tân cử cho viết việc mục vụ của mình với giáo phận và tiếp nối các công tác của các giám mục tiền nhiệm và đặc biệt là việc đào tạo nhân sự. Trong hai ngày 19 và 20 cùng tháng, Giám mục Tân cử Nguyễn Hùng Vị triệu tập linh mục giáo phận để thảo luận về những thách thức truyền giáo tiếp theo. Giám mục tiền nhiệm Hoàng Đức Oanh đánh giá vị kế nhiệm là một người hiền từ và thông minh.
Nói về cảm nhận cá nhân khi được bổ nhiệm chức vụ Giám mục trong khuôn khổ cuộc phỏng vấn với VietCatholic News, Giám mục Tân cử Nguyễn Hùng Vị cho biết cá nhân ông rất lo lắng khi phải trả lời [chấp thuận việc bổ nhiệm], do đó đã trì hoãn việc trả lời để cầu nguyện và suy nghĩ. Giám mục tân cử cho rằng sự việc [chấp nhận bổ nhiệm chức Giám mục] là do ông sợ mình vô trách nhiệm với ý muốn của Chúa thông qua Giáo hội [Công giáo]. Trả lời phỏng vấn báo Công giáo và Dân tộc, Giám mục Tân cử Nguyễn Hùng Vị đánh giá chức vụ giám mục là nặng nề.
Chia sẻ về cùng chủ đề trong cuộc phỏng vấn của giáo phận Kon Tum, Giám mục Tân cử Nguyễn Hùng Vị cho biết vì được tín nhiệm, ông cảm thấy được an ủi; tuy nhiên, ông lo ngại những giới hạn trong khả năng của mình và bối cảnh còn nhiều khó khăn của Giáo phận, từ nhiều thời giám mục tiền nhiệm Trả lời câu hỏi về đường hướng mục vụ của mình, Giám mục Nguyễn Hùng Vị nêu ra quan điểm tiếp nối bước chân của Giám mục Micae Hoàng Đức Oanh – tiếp tục loan báo tin mừng, lập xứ đạo,... và ông không có tham vọng làm nhiều hơn thế. Nói về vấn đề thế tục hóa, Giám mục cho rằng sự thế tục hóa tại vùng Tây Nguyên tuy là có gây ảnh hưởng nhưng không [bằng] các vùng đô thị lớn.
Trả lời phỏng vấn của báo Herald Malaysia Online, Giám mục Nguyễn Hùng Vị cho biết quản lý giáo phận rất khó khăn vì nơi đây "dân tộc thiểu số nhiều, các nền văn hóa và truyền thống khác nhau" là một "thách thức lớn".

### Khẩu hiệu - huy hiệu Giám mục
Giám mục Tân cử Nguyễn Hùng Vị chia sẻ về ý nghĩa khẩu hiệu của mình trong cuộc phỏng vấn với báo Công giáo và Dân tộc. Ông chọn khẩu hiệu là "Tình thương trong Sự thật" (Caritas in Veritate) vì sắp đến Năm Thánh về Lòng Thương Xót. Ông cho rằng điều này nhắc nhở tôi phải cố gắng yêu thương thật chứ không giả dối. Và ông cũng cho hay ông muốn tiếp nối khẩu hiệu của Giám mục Tiền nhiệm Micae Hoàng Đức Oanh là Cha chúng con (Pater noster) đã nhắc đến Chúa Cha với khẩu hiệu của ông thì tình yêu nhắc nhớ đến Chúa Thánh Thần và Sự thật thì nhắc về Chúa Giêsu.
Khi được hỏi về huy hiệu giám mục của mình ít lâu sau khi được loan báo tin được chọn làm Tân giám mục chính tòa Kon Tum, Giám mục Vị chia sẻ: Huy hiệu thì hiện nay còn nhờ người vẽ ra, diễn tả sao cho thấy biểu tượng của Tình thương. Còn Sự thật có lẽ là cây Thánh Giá, vì Chúa Giêsu là đường và là sự thật. Cũng phải có chút gì là Tây Nguyên nữa.

### Lễ Tấn phong Giám mục và các lễ tạ ơn

#### Sự chuẩn bị
Từ sáng 2 tháng 12, các chuyến xe từ Giáo phận Kon Tum đã đến phi trường Pleiku để đón các vị khách. Ngoài những người đi đường hàng không, còn những người đi bằng xe hơi từ khắp mọi miền về đây. Đó là chưa kể đến giáo dân trong giáo phận. Đến khoảng 4 giờ chiều thì những con đường dẫn về Tòa Giám mục và về Nhà thờ chính tòa đã lâm vào tình trạng kẹt xe vì lượng người về dự lễ quá đông. Theo sự sắp xếp của Ban Tổ chức thì vào buổi tối, các giáo dân phải chia làm hai nơi; người dân tộc sẽ cầu nguyện chung tại Nhà thờ chính tòa Kon Tum, còn người Kinh thì cầu nguyện tại khuôn viên Tòa Giám mục – Chủng viện Thừa Sai, là nơi làm lễ.

#### Đêm canh thức trước lễ Tấn Phong
Tối ngày 2 tháng 12, nghi thức tuyên xưng đức tin của Tân giám Mục Aloisiô diễn ra dưới sự chủ sự của Tổng giám mục Leopoldo Girelli, Đại diện không thường trú của Toà Thánh tại Việt Nam và sự tham dự của người tiền nhiệm – Giám mục Micae Hoàng Đức Oanh, cùng nhiều giám mục, linh mục, tu sĩ và giáo dân.
Vào lúc 7 giờ 30 phút tối, cả hai cầu nguyện đều được hướng dẫn để bắt đầu cầu nguyện cho Giáo phận Kon Tum và cho Tân giám mục. Các giáo dân ở tại Nhà thờ chính tòa Kon Tum được Linh mục Chánh xứ, cũng là linh mục Quản lý Giáo phận hướng dẫn, còn ở nơi tổ chức lễ - Toà Giám mục Kon Tum thì mọi người được Linh mục Tổng Đại diện Phêrô Nguyễn Vân Đông hướng dẫn Lần chuỗi Mân Côi trước Nghi Thức của tân Giám mục. Đến 8 giờ, ông từ phía dưới đi lên. Nghi thức tuyên xưng đức tin của ông bắt đầu với những lời cầu nguyện của các đại diện giáo dân Kinh – Thượng và thân nhân của ông. Sau những lời cầu nguyện, Tổng giám mục Leopoldo Girelli chứng nhận tấm lòng thành tín cùng những lời đoan hứa của vị tân chức. Cùng chứng giám và đón nhận Lời Tuyên Xưng, còn có hai Giám mục phụ phong trong Thánh lễ phong chức: Mátthêu Nguyễn Văn Khôi và Vinh Sơn Nguyễn Văn Bản. Tiếp theo, Tân Giám mục được mời ký tên vào Bản tuyên Tín mà ông vừa tuyên đọc. Bản Tuyên Tín này sẽ được chuyển về Rôma để đệ trình lên Giáo hoàng.
Để chúc mừng Tân giám mục giáo phận, Giáo dân Giáo xứ chính tòa và Giáo xứ Kon Rơbang đã trình diễn những bài hòa tấu và hát múa với những nhạc cụ mang đậm tính chất và bản sắc Tây Nguyên.

#### Lễ Tấn phong Giám mục

Nghi thức đặt tay Tấn phong Giám mục cho Aloisiô Nguyễn Hùng Vị

Lễ tấn phong Giám mục cho ông diễn ra vào lúc 5 giờ 30 phút sáng ngày 3 tháng 12 năm 2015, nhằm lễ Thánh Phanxicô Xaviê, Bổn mạng các xứ truyền giáo, cũng là Bổn Mạng của Chủng viện Thừa sai Kontum và địa điểm là ở trong khuôn viên Tòa Giám mục Kon Tum. Chủ phong chính là vị tiền nhiệm của ông, Giám mục Micae Hoàng Đức Oanh. Hai giám mục phụ phong là Giám mục Mátthêu Nguyễn Văn Khôi, Giám mục chính tòa Giáo phận Qui Nhơn và Giám mục Vinh Sơn Nguyễn Văn Bản, Giám mục chính tòa Giáo phận Ban Mê Thuột. Thánh lễ cử hành bằng tiếng Kinh, một số bài đọc hay lời nguyện được công bố bằng tiếng Bana, Jrai. Công bố thành phần tham dự ban đầu ước lượng có Tổng Giám mục Leopoldo Girelli, Đại diện Tòa Thánh không thường trú tại Việt Nam khoảng từ 20 đến 27  Giám mục khác, có sự vắng mặt của Hồng y Phêrô Nguyễn Văn Nhơn – Tổng giám mục chính tòa Tổng giáo phận Hà Nội và Tổng giám mục Tổng giáo phận Thành phố Hồ Chí Minh Phaolô Bùi Văn Đọc đang công tác tại Vatican. Đồng tế có khoảng hơn 275 hoặc 400 linh mục và hơn 18.000 nam nữ tu sĩ, chủng sinh và hơn 150.000 giáo dân. Sau đó, giáo phận Kon Tum đính chính lại số liệu và công bố: có 31 giám mục và hơn 274 linh mục đồng tế, về số giáo dân tham dự là hơn 30.000 người chưa các thành phần từ các tôn giáo khác và các trẻ nhỏ.
Tổng giám mục Leopoldo Girelli chúc mừng và chuyển lời chúc của Giáo hoàng Phanxicô đến Giám mục Aloisiô: ''Tôi khẩn khoản khích lệ Đức cha hãy sống gần gũi với mọi thành phần dân Chúa và làm những gì có thể để Năm Thánh Lòng Thương Xót được sống vững mạnh trong tâm hồn các tín hữu, và khơi dậy Bí tích hòa giải bắt rễ sâu vào cuộc đời của họ" Đại diện cho Hội đồng Giám mục Việt Nam, Tổng giám mục Huế, Phó Chủ tịch Hội đồng Giám mục Việt Nam Phanxicô Xaviê Lê Văn Hồng bày tỏ sự vui mừng khi Hội đồng giám mục có thêm một thành viên trẻ, nhiệt thành.

#### Các lễ tạ ơn
Ngày 4 tháng 12 năm 2015, Giám mục Nguyễn Hùng Vị chủ tế lễ tạ ơn dịp tấn phong giám mục cho mình tại Nhà thờ chính tòa Giáo phận Kon Tum. Đồng tế thánh lễ với Giám mục Vị có Tổng Giám mục Leopoldo Girelli, Đại diện Tòa Thánh không thường trú tại Việt Nam, hai giám mục tiền nhiệm: Phêrô Trần Thanh Chung và Micae Hoàng Đức Oanh cùng Giám mục Giáo phận Đà Lạt Antôn Vũ Huy Chương và 80 linh mục đồng tế.
Ngày 21 tháng 12 năm 2015, tân giám mục trở về Giáo xứ Bình Cang, giáo phận Nha Trang dâng lễ tạ ơn. Đồng tế với Giám mục Vị có Giám mục Giáo phận Nha Trang Giuse Võ Đức Minh cùng nhiều linh mục khác. Một ngày sau đó, ông đến dâng lễ tạ ơn tại Dòng Khiết Tâm Đức Mẹ, đồng tế với ông có linh mục Giuse Nguyễn Xuân Quý, anh ruột ông, linh mục cháu Antôn Nguyễn Anh Hùng.  Tại nhà thờ giáo xứ Thượng Thụy thuộc Tổng giáo phận Hà Nội, Giám mục Nguyễn Hùng Vị, đã cử hành lễ tạ ơn và cầu nguyện cho cộng đoàn quê hương vào ngày 10 tháng 4 năm 2016.

### Mục vụ
Ngày 10 tháng 12 năm 2015, Giám mục Nguyễn Hùng Vị chủ sự lễ kính Đức Mẹ Măng Đen, đồng tế với ông có hai thế hệ tiền nhiệm: Giám mục Phêrô Trần Thanh Chung và Micae Hoàng Đức Oanh cùng 120 linh mục Giáo phận, tham dự có hơn 20.000 giáo dân. Một ngày sau đó, ông ra thư mục vụ đầu tiên của mình đến giáo dân Giáo phận Kon Tum, với nội dung chính đề cập đến mùa chay và Năm Thánh Ngoại thường về Lòng Thương Xót và việc hành hương trong giáo phận. Giám mục Nguyễn Hùng Vị đã chủ sự nghi thức khai mở Cửa Năm Thánh tại Nhà thờ chính tòa Kon Tum ngày 13 tháng 12 cùng năm, đồng tế với ông có 2 giám mục tiền nhiệm và rất gần như toàn bộ linh mục thuộc Giáo phận.
Sáng ngày 15 tháng 12, Giám mục Nguyễn Hùng Vị dẫn đầu đoàn đại diện Tòa giám mục Kon Tum đến thăm Ủy ban Mặt Trận Tổ Quốc Việt Nam tỉnh Kon Tum. Giám mục tiền nhiệm Hoàng Đức Oanh cũng đã tham dự cuộc gặp.
Về phía giáo xứ Phương Nghĩa khuyết vị trí linh mục chánh xứ, chức vụ trước kia của Giám mục Nguyễn Hùng Vị, tân giám mục đã bổ nhiệm linh mục Gioan Baotixita Hồ Quang Huyên đảm nhận chức chính xứ vào tháng 5 năm 2016. Thánh lễ do Giám mục Vị chủ tế, trên 30 linh mục đồng tế, cùng đông đảo tu sĩ và giáo dân tham dự. Linh mục Hồ Quang Huyên vốn là linh mục chánh xứ giáo xứ Đăk Tuk, hai ngày sau, giám mục Vị bổ nhiệm linh mục chánh xứ mới cho giáo xứ này sau khi linh mục Huyên đi nhận chức chánh xứ Phương Nghĩa.
Trong kỳ họp Đại hội XIV Hội đồng Giám mục Việt Nam tại Trung tâm Mục vụ Giáo phận Hải Phòng vào đầu tháng 10 năm 2019, các giám mục đã bầu chọn Ban Thường vụ Hội đồng cũng như Chủ tịch các Uỷ ban trực thuộc. Giám mục Nguyễn Hùng Vị được chọn làm Chủ tịch Uỷ ban Thánh Nhạc, nhiệm kỳ 2019–2022. Trên thực tế, Giám mục Vị thừa nhận ông "không có họ hàng gì với nốt nhạc" và không hề ứng cử chức Chủ tịch Uỷ ban Thánh Nhạc nhưng được bầu chọn và chấp nhận khi các giám mục khác đã nhận nhiệm vụ được [Hội đồng Giám mục Việt Nam] ủy thác. Ông nhận được sự cộng tác của các linh mục trong Uỷ ban, đặc biệt là linh mục Tổng thư ký Rôcô Nguyễn Duy và linh mục nhạc sĩ Kim Long. Với tư cách Chủ tịch Uỷ ban Thánh Nhạc, Giám mục Vị đã ra văn thư phổ biến về Imprimatur vào tháng 10 năm 2020. Giám mục Vị cũng đã dành thời gian trả lời phỏng vấn hãng tin Công giáo VietCatholic News nhân sự kiện này.
Trong hình hình diễn tiến phức tạp của Covid-19, Giám mục Nguyễn Hùng Vị đã yêu cầu tạm ngưng tất cả thánh lễ Công giáo có sự tham dự của cộng đoàn giáo dân kể từ ngày 28 tháng 3 năm 2020. Thông cáo cũng nêu chi tiết các tình huống mục vụ Công giáo, hướng dẫn cho linh mục và giáo dân thực hiện. Thông cáo đề ngày 27 tháng 3 của Giám mục Vị cũng khẳng định Ban Truyền thông Giáo phận sẽ chuẩn bị thánh lễ trực tuyến cho giáo dân tham dự.
Ngày 3 tháng 2 năm 2022, vài ngày sau khi linh mục Giuse Trần Ngọc Thanh, tu sĩ Dòng Đa Minh phụ tách giáo họ giáo họ Sa Loong, giáo xứ Đăk Mót bị giết chết. Trong thư, Giám mục khẳng định vụ việc còn quá nhiều uẩn khúc và để tránh có những hiểu lầm, Giám mục Vị gửi lời đến giáo dân [qua Thư Chung]. Nội dung thư, Giám mục Vị cũng cung cấp một số thông tin về sự qua đời của linh mục Thanh, hung thủ Kiên và các hoạt động chia buồn của giáo phận với linh mục quá cố. Trước đó, ngày 30 tháng 1, Giám mục Nguyễn Hùng Vị đã gửi thư phân ưu sự qua đời của cố linh mục Thanh.
Các giám mục Việt Nam họp Đại hội XV Hội đồng Giám mục Việt Nam tại trung tâm Mục vụ Tổng giáo phận Hà Nội vào đầu tháng 10 năm 2022. Trong khuôn khổ đại hội, các giám mục đã sắp xếp và bầu chọn nhân sự trong hội đồng và tiếp tục chọn Giám mục Nguyễn Hùng Vị đảm trách vai trò Chủ tịch Uỷ ban Thánh Nhạc trực thuộc Hội đồng Giám mục trong nhiệm kỳ 2022–2025.
Ngày 27 tháng 3 năm 2023, Giám mục Nguyễn Hùng Vị gửi văn thư đến chính quyền huyện Ngọc Hồi và chính quyền tỉnh Kon Tum với nội dung phản ánh về việc xúc phạm thánh lễ tại Nhà nguyện Giáo họ Phaolô, xã Đăk Nông, huyện Ngọc Hồi. Trong văn thư, Giám mục Vị cho rằng các cán bộ đến yêu cầu ngừng thánh lễ với những ngôn từ gắt gỏng và có các hành vi xúc phạm đến niềm tin của tín đồ Công giáo.
Tháng 6 năm 2023, linh mục Tađêô Võ Xuân Sơn, Trưởng Ban Mục vụ Truyền thông giáo phận Kon Tum ban hành thông cáo về việc Giám mục Nguyễn Hùng Vị không sử dụng tài khoản Facebook cá nhân, cũng như không có bất cứ fanpage và trang mạng xã hội bán thuốc và chữa bệnh. Thông cáo này theo sau tình trạng hình ảnh của Giám mục Vị được sử dụng trên một số trang facebook mạo danh nhằm bán thuốc và chữa bệnh.

## Tông truyền
Giám mục Aloisiô Nguyễn Hùng Vị được tấn phong năm 2015, thời Giáo hoàng Phanxicô, bởi:
- Giám mục Chủ phong: Giám mục Micae Hoàng Đức Oanh, nguyên Giám mục chính tòa Giáo phận Kon Tum.
- Hai giám mục Phụ phong: Giám mục Mátthêu Nguyễn Văn Khôi, giám mục chính tòa Giáo phận Quy Nhơn và Giám mục Vinh Sơn Nguyễn Văn Bản, giám mục chính tòa Giáo phận Ban Mê Thuột

Giám mục Aloisiô Nguyễn Hùng Vị là Giám mục Phụ phong cho:
- Năm 2017, giám mục Đa Minh Nguyễn Văn Mạnh, hiện đang là Giám mục chính tòa Giáo phận Đà Lạt

Dưới đây là sơ đồ tính Tông truyền từ giám mục Việt Nam đầu tiên được giám mục ngoại quốc chủ phong cho đến đời Giám mục Nguyễn Hùng Vị.